# Erythrodolius meticulosus
Erythrodolius meticulosus är en stekelart som beskrevs av André Seyrig 1932. Erythrodolius meticulosus ingår i släktet Erythrodolius och familjen brokparasitsteklar. Inga underarter finns listade i Catalogue of Life.